# 李冕 (嘉靖進士)
李冕（1491年—1563年），字端甫，號脉泉，山東濟南府章丘縣人，軍籍。明朝政治人物。

## 生平
正德十一年（1516年）丙子科山東鄉試舉人，嘉靖五年（1526年）丙戌科第三甲第129名進士。初任魏县知县，拔取申燧、王永壽等名士。嘉靖十年行取，选授监察御史，十二年贬河南鈞州同知，十三年升永平府同知，十四年升南京户部员外郎、郎中，十六年冬出为杭州府知府，十七年十一月丁母忧归。服满，二十年起补处州知府，升河南按察司副使、大名兵备道。晋陕西参政、陕西按察使、山西右布政使，以考察降调四川参政，升贵州按察使、云南右布政使，三十五年考察以老病致仕。嘉靖四十二年卒，享年七十三。

## 家族
祖父李梅，祖母胡氏出身。父亲李修（卒于1519年），官至南京户部侍郎，为才子。母亲康氏（1465-1538年）受封太乙人。兄弟姐妹包括李胜、李檀。妻子郑氏受封乙人。